# Allium brussalisii
Allium brussalisii là một loài thực vật có hoa trong họ Amaryllidaceae. Loài này được Tzanoud. & Kypr. mô tả khoa học đầu tiên năm 2008.